# Brockzetel
Brockzetel ist der südöstlichste Stadtteil der Stadt Aurich in Ostfriesland. Er ist nach Fläche der zweitgrößte, nach Einwohnerzahl hingegen der zweitkleinste der 21 Auricher Stadtteile und der am dünnsten besiedelte.

## Geografie
Brockzetel grenzt an die drei Auricher Stadtteile Wiesens, Pfalzdorf und Spekendorf (von West nach Nord) sowie an drei Nachbarkommunen Aurichs, nämlich Friedeburg, Wiesmoor und Großefehn (von Ost nach Süd). Die südliche Grenze Brockzetels bildet der Ems-Jade-Kanal. Mit 19,25 Quadratkilometer umfasst der Stadtteil recht genau zehn Prozent des 197 Quadratkilometer großen Stadtgebiets.

## Geschichte
Durch das Gebiet des Stadtteils führten bereits in frühgeschichtlicher Zeit Wege über einen schmalen Geeststreifen im ansonsten von ausgedehnten Mooren geprägten Raum. Dieser stellte eine Verbindung von der Geest um den heutigen Auricher Stadtkern mit östlich gelegenen Geestabschnitten im Raum Wittmund dar. Im Mittelalter war er Teil der Friesischen Heerwege, in diesem Fall jenem von Oldenburg in Richtung Nordseeküste. Hier stand deshalb eine spätmittelalterliche Sperrburg der Grafschaft Ostfriesland, das Blockhaus Brockzetel. Eine Postverbindung zwischen Aurich und Oldenburg wurde im 17. Jahrhundert an dieser Strecke eingerichtet. In den kargen Moorgebieten, die nach Torfstich teilweise verheideten, betrieben Siedler spätestens seit dem 18. Jahrhundert Schafzucht. Weitere Moorsiedler nahmen ab 1828 verstärkt Land in Besitz und kultivierten es. Während der NS-Zeit nutzte die Luftwaffe Areale im heutigen Stadtteilgebiet als Ausweichflugplatz für andere Fliegerhorste in Ostfriesland oder als Scheinflughafen zur Täuschung gegnerischer Luftangriffe. Bei Kultivierungsarbeiten und dem Bau von Gebäuden für die Luftwaffe wurden auch Kriegsgefangene und Zwangsarbeiter eingesetzt, in dem Gefangenenlager Brockzettel waren circa 400 aus den Niederlanden Deportierte inhaftiert, die von einer Wachmannschaft aus 30 bis 40 Deutschen bewacht wurden. Nach Ende des Krieges gingen die Liegenschaften in den Besitz der Royal Air Force über, die in Brockzetel eine Radarstation errichtete, die 1960 an die Bundeswehr übergeben wurde.
Am 1. Juli 1972 wurde Brockzetel in die Stadt Aurich eingegliedert.

## Politik
Als deutlich von der Landwirtschaft geprägter Stadtteil ist Brockzetel eine CDU-Hochburg innerhalb Aurichs. Bereits seit den ersten Bundestagswahlen 1949 liegen die Christdemokraten vor den Sozialdemokraten, was sich bis zur jüngsten Bundestagswahl 2009 nicht änderte. Vor Entstehen der Bundesrepublik war Brockzetel – im Gleichklang mit vielen Gemeinden in den ostfriesischen Moor- und Geestgebieten – bis in die frühen 1920er-Jahre liberal gesinnt, ehe sich ein spürbarer Wandel in der öffentlichen Meinung nach rechts zeigte. Bei den darauffolgenden Reichstagswahlen in den frühen 1930er-Jahren siegten die rechten Parteien haushoch.

## Ortsrat
Der Ortsrat, der die Auricher Ortsteile Brockzetel und Wiesens gemeinsam vertritt, setzt sich aus fünf Mitgliedern zusammen. Die Ratsmitglieder werden durch eine Kommunalwahl für jeweils fünf Jahre gewählt. Die aktuelle Amtszeit begann am 1. November 2021 und endet am 31. Oktober 2026.

Bei der Kommunalwahl 2021 ergab sich folgende Sitzverteilung:
| Ortsrat 2021Insgesamt 5 Sitze - Linke: 1 - SPD: 1 - Grüne: 1 - AWG: 1 - CDU: 1 |

## Kultur und Sehenswürdigkeiten
Neben einzelnen Waldstücken finden sich in Brockzetel ausgedehnte Moorflächen. Teile von ihnen wurden in früheren Jahrzehnten industriell abgetorft, andere wiederum im Handtorfstich und einige Areale blieben in ihrer ursprünglichen Vegetation erhalten. Von den industriell abgetorften Arealen sind Teilflächen wiedervernässt worden. Sie sind Teil zweier Naturschutzgebiete: dem Brockzeteler Moor, das sich vollständig auf Auricher Stadtgebiet befindet, sowie dem mit der Nachbargemeinde Friedeburg geteilten Kollrunger Moor. Es handelt sich dabei um zwei der drei ganz oder teilweise auf Auricher Gebiet befindlichen Naturschutzgebiete, das dritte ist das Areal rund um das Ewige Meer im Norden der Stadt.

## Wirtschaft und Infrastruktur
Wirtschaftlich wird Brockzetel von der Landwirtschaft geprägt, die einen Großteil der Stadtteilfläche beansprucht. Zudem findet Sandabbau in Baggerseen statt. In Brockzetel befand sich bis 2010 der Standort des Einsatzführungsbereiches 2 der Luftwaffe mit zuletzt 370 Dienstposten. Anfang Dezember jenes Jahres wurde der Verband aufgelöst, die Aufgaben übernehmen nun drei andere Standorte der Luftwaffe. Die Bunkeranlagen sind noch erhalten, eine Nachnutzung ist noch nicht umgesetzt. Genutzt wird hingegen weiterhin der benachbarte Standortübungsplatz von den in Aurich verbliebenen Soldaten des Hauptquartiers der mittlerweile aufgelösten 4. Luftwaffendivision sowie von den Soldaten des nahe gelegenen Fliegerhorst Wittmundhafen. Infrastruktur wie Schulen, Ärzte und Einkaufsmöglichkeiten sind nicht vorhanden.

## Verkehr
Verkehrlich erschlossen wird Brockzetel von der zumeist in West-Ost-Richtung durch den Stadtteil führenden Landesstraße 34, die den Auricher Stadtkern mit der östlichen Nachbargemeinde Friedeburg verbindet. Eine weitere Verbindung ist die von dieser Landesstraße abzweigende Kreisstraße in Richtung des Wittmunder Stadtteils Ardorf. Auf dem früheren Luftwaffen-Gelände befindet sich heute das Segelfluggelände Brockzetel, das vom Luftsportverein Aurich/Ostfriesland genutzt wird. Es ist der einzige Segelflugplatz der Region.